# Stall (Gemeinde)
Stall ist eine Gemeinde mit 1479 Einwohnern (Stand 1. Jänner 2024) im Bezirk Spittal an der Drau in Kärnten.

## Geographie

### Geographische Lage
Stall liegt im oberen Mölltal, eingebettet von der Goldberggruppe im Norden (am Sadnig 2745 m hoch), sowie der Kreuzeckgruppe (am Hochkreuz 2709 m) im Süden des Gemeindegebiets. Die größeren Siedlungen der Gemeinde liegen auf den sonnseitigen Schwemmkegeln des Talgrunds.

### Gemeindegliederung
Die Gemeinde ist in die drei Katastralgemeinden Sonnberg, Gößnitz und Stall gegliedert und umfasst folgende 15 Ortschaften (in Klammern Einwohnerzahl Stand 1. Jänner 2024):
- Berg ob Stall (37)
- Gößnitz (73)
- Gußnigberg (49)
- Latzendorf (160)
- Obersteinwand (46)
- Pußtratten (131)
- Rakowitzen (121)
- Sagas (15)
- Schwersberg (75)
- Sonnberg (117)
- Stadlberg (5)
- Stall (472)
- Stieflberg (30)
- Untersteinwand (86)
- Wöllatratten (62)

### Nachbargemeinden

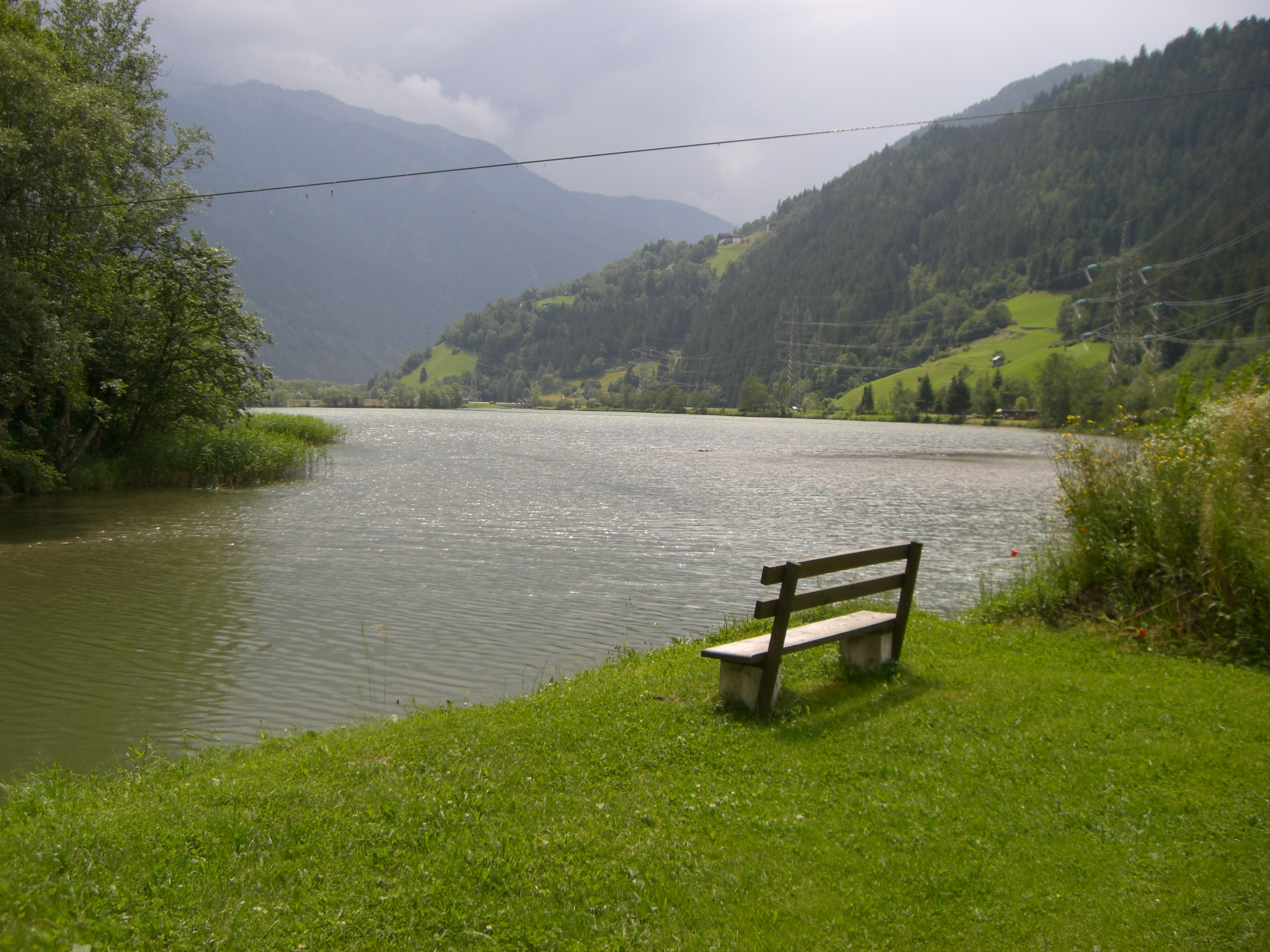
Gößnitzer Stausee

| Mörtschach  | Flattach                                    |                     |
|             | Kompassrose, die auf Nachbargemeinden zeigt | Obervellach Reißeck |
| Rangersdorf | Dellach im Drautal                          | Greifenburg         |

## Geschichte
Wann das Obere Mölltal ursprünglich besiedelt wurde, ist nicht genau zu bestimmen. Das heutige Oberkärnten sowie Osttirol wurden ab etwa 400 v. Chr. von den Kelten besiedelt. Diese gründeten um 200 v. Chr. das Königreich Noricum. Aus dieser Zeit stammen unter anderem die Namen „Tauern“ für das Gebirgsmassiv und „Möll“ für den Fluss im längsten aller Tauerntäler. In der Zeit der Herrschaft der Römer, die um 50 n. Chr. das Noricum in ihr Reich eingegliedert hatten, entstand über den Tauernkamm und Heiligenblut ein nach Salzburg führender Verkehrsweg.
Mit der Völkerwanderung im 5. und 6. Jahrhundert gingen im Noricum die staatliche Ordnung und mit ihr vermutlich ein Großteil der Siedlungen im Oberen Mölltal zugrunde. Ende des 6. Jahrhunderts begannen sich Slawen anzusiedeln, was sich in einer Reihe von Landschafts- und Ortsbezeichnungen mit Endungen auf -itz, -ach, -ig oder -nig niederschlug. Ab 740 kamen christliche Missionare aus Bayern nach Kärnten, Geistliche aus Freising gründeten im 8. Jahrhundert die Pfarre Stall, von der ausgehend sich im Laufe der Zeit weitere Pfarren in der Region bildeten. Zahlreiche bayerische Siedler zogen ab dem 10. Jahrhundert zu und schufen im Mölltal durch Rodungen weiteren Siedlungsraum.
Wann genau die Pfarre Stall entstanden ist, ist nicht belegt; im Jahr 957 wurde eine Kirche in Stall urkundlich erwähnt. Ursprünglich dem Bistum Freising zugehörig, kam sie als Lehen oder durch Tausch an die Grafen von Lurn und nach deren Aussterben wechselte die Pfarre im Jahr 1149 in den Besitz des Erzbistums Salzburg, woran sich bis 1803 nichts ändern sollte. Ein Ministerialengeschlecht erbaute im 12. oder 13. Jahrhundert eine Burg bzw. einen festen Turm im oder beim Dorf. Stall war bis 1848 Sitz eines Urbaramtes sowie Sitz eines 1318 erstmals genannten Gerichts (Burgfried).
Der Name Stall wird der Sage nach so gedeutet, dass nach einem Erdrutsch vom einstigen Ort Wildegg nur ein Stall übrig geblieben sei, und tatsächlich war das Gebiet häufig von heftigen Unwettern und Vermurungen betroffen. Jedoch gehen Orte mit „Stall“ im Namen sehr häufig auf eine hochmittelalterliche „curtis stabularia“ zurück, was als herrschaftlicher Gutshof im Sinne eines Amtshofes zu deuten ist und in diesem Fall wohl ebenfalls zutrifft.
Mit der Bildung von Ortsgemeinden im Jahr 1850 konstituierte sich auch die Gemeinde Stall, an deren Gemeindegebiet sich bis auf kleinere Grenzkorrekturen seither nichts mehr geändert hat.

## Bevölkerung

### Staatsbürgerschaft, Religion
Laut Volkszählung 2001 hat Stall 1.868 Einwohner, davon sind 98,8 % österreichische Staatsbürger. 97,9 % der Bevölkerung bekennen sich zur römisch-katholischen und 0,5 % zur evangelischen Kirche, 0,7 % sind ohne religiöses Bekenntnis.

### Bevölkerungsentwicklung

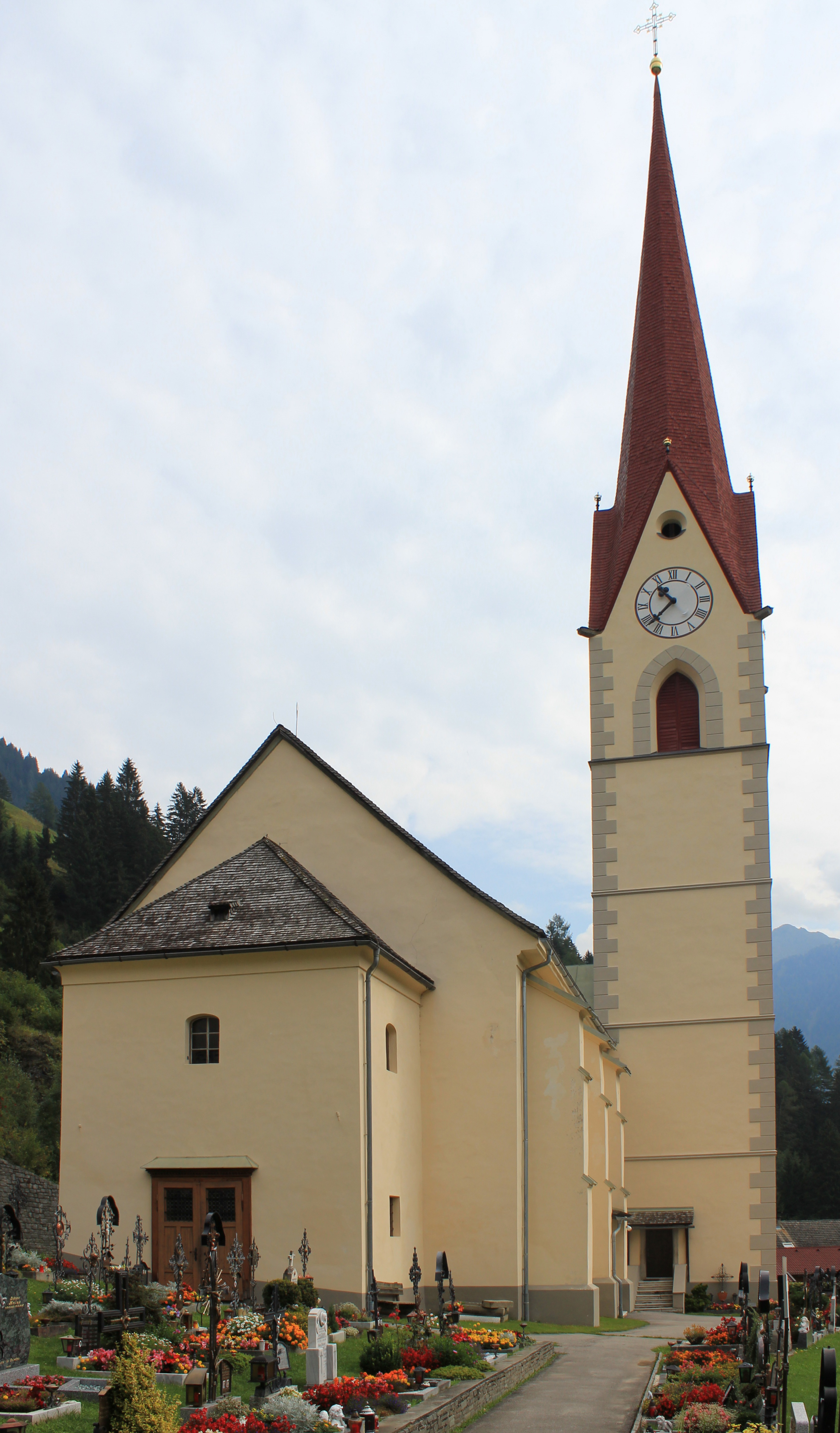
Pfarrkirche

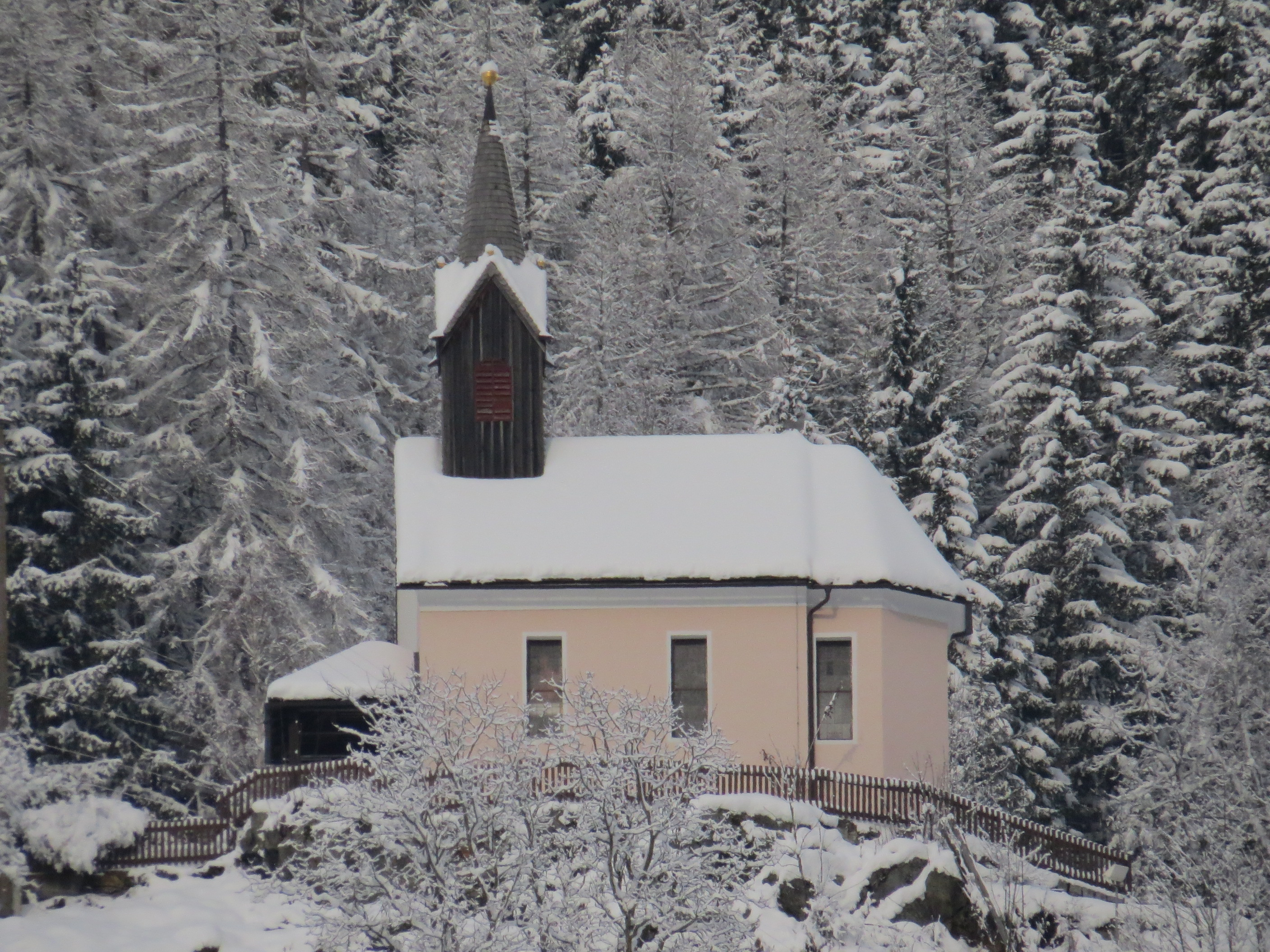
Katholische Filialkirche hl. Josef.

| Stall: Einwohnerzahlen von 1869 bis 2024            | Stall: Einwohnerzahlen von 1869 bis 2024 | Stall: Einwohnerzahlen von 1869 bis 2024 | Stall: Einwohnerzahlen von 1869 bis 2024 | Stall: Einwohnerzahlen von 1869 bis 2024 |
| --------------------------------------------------- | ---------------------------------------- | ---------------------------------------- | ---------------------------------------- | ---------------------------------------- |
| Jahr                                                |                                          |                                          |                                          | Einwohner                                |
| 1869                                                | 1869                                     |                                          | 1.404                                    | 1.404                                    |
| 1880                                                | 1880                                     |                                          | 1.409                                    | 1.409                                    |
| 1890                                                | 1890                                     |                                          | 1.437                                    | 1.437                                    |
| 1900                                                | 1900                                     |                                          | 1.302                                    | 1.302                                    |
| 1910                                                | 1910                                     |                                          | 1.306                                    | 1.306                                    |
| 1923                                                | 1923                                     |                                          | 1.330                                    | 1.330                                    |
| 1934                                                | 1934                                     |                                          | 1.430                                    | 1.430                                    |
| 1939                                                | 1939                                     |                                          | 1.372                                    | 1.372                                    |
| 1951                                                | 1951                                     |                                          | 1.414                                    | 1.414                                    |
| 1961                                                | 1961                                     |                                          | 1.647                                    | 1.647                                    |
| 1971                                                | 1971                                     |                                          | 1.779                                    | 1.779                                    |
| 1981                                                | 1981                                     |                                          | 1.845                                    | 1.845                                    |
| 1991                                                | 1991                                     |                                          | 1.891                                    | 1.891                                    |
| 2001                                                | 2001                                     |                                          | 1.868                                    | 1.868                                    |
| 2011                                                | 2011                                     |                                          | 1.641                                    | 1.641                                    |
| 2021                                                | 2021                                     |                                          | 1.491                                    | 1.491                                    |
| 2024                                                | 2024                                     |                                          | 1.479                                    | 1.479                                    |
| Quelle(n): Statistik Austria, Gebietsstand 1.1.2021 |                                          |                                          |                                          |                                          |

## Kultur und Sehenswürdigkeiten
- Pfarrkirche, hl. Georg
- Ortskapelle Schwersberg
- Kirche Steinwand, hl. Josef

## Wirtschaft und Infrastruktur

### Wirtschaftssektoren
Von den 163 landwirtschaftlichen Betrieben des Jahres 2010 wurden 36 im Haupt- und 104 im Nebenerwerb, eine von einer Personengesellschaft und 22 von juristischen Personen geführt. Diese 22 bewirtschafteten zwei Drittel der Flächen. Im Produktionssektor waren zwei Drittel der Erwerbstätigen mit der Herstellung von Waren und ein Drittel in der Bauwirtschaft beschäftigt. Die größten Arbeitgeber im Dienstleistungssektor waren die Bereiche soziale und öffentlicher Dienste sowie der Handel.
| Wirtschaftssektor            | Anzahl Betriebe | Anzahl Betriebe | Anzahl Betriebe | Erwerbstätige | Erwerbstätige | Erwerbstätige |
| Wirtschaftssektor            | 2021            | 2011            | 2001            | 2021          | 2011          | 2001          |
| ---------------------------- | --------------- | --------------- | --------------- | ------------- | ------------- | ------------- |
| Land- und Forstwirtschaft 1) | 45              | 163             | 177             | 51            | 70            | 36            |
| Produktion                   | 15              | 14              | 11              | 106           | 69            | 67            |
| Dienstleistung               | 51              | 38              | 32              | 95            | 96            | 112           |

1) Betriebe mit Fläche in den Jahren 2010 und 1999, Arbeitsstätten im Jahr 2021
| Von den über 700 Erwerbstätigen, die im Jahr 2011 in Stall wohnten, arbeiteten 170 in der Gemeinde, drei Viertel pendelten aus. Fast siebzig Personen kamen zur Arbeit nach Stall. Durch Stall führt die Mölltal Straße B106. | Hier fehlt eine Grafik, die leider im Moment aus technischen Gründen nicht angezeigt werden kann. Wir arbeiten daran! |

## Politik

### Gemeinderat
Der Gemeinderat von Stall hat 15 Mitglieder.
- Mit der Gemeinderatswahl 2015 hatte er folgende Zusammensetzung: 7 SPÖ, 5 Liste Stall (ÖVP & ULS), 3 FPÖ[8]
- Seit der Gemeinderatswahl 2021 hat er folgende Zusammensetzung. 6 SPÖ, 6 Stall, 3 FPÖ[9]

### Bürgermeister
Direkt gewählter Bürgermeister ist Peter Ebner (SPÖ).

### Wappen
Im Wappen von Stall soll die Figurenfarbe Gold an den im Mölltal über drei Jahrhunderte praktizierten Goldbergbau erinnern. Der Stall deutet, wenngleich etymologisch falsch, den Orts- und Gemeindenamen an, die Ähre darunter verweist, wie auch der grüne Schildgrund, auf die im Gemeindegebiet betriebene Landwirtschaft hin, wobei jedes der 15 Körner der Ähre für eine der Ortschaften steht.
Die offizielle Blasonierung lautet: „In grünem Schild über einer goldenen Ähre mit fünfzehn Körnern ein goldener Mölltaler Stall.“
Wappen und Fahne wurden der Gemeinde am 20. Mai 1977 verliehen, die Fahne zeigt die Farben Grün und Gelb mit eingearbeitetem Wappen.

## Persönlichkeiten

### Söhne und Töchter der Gemeinde
- Johann Fercher von Steinwand (1828–1902), Dichter
- Helmut Mark (* 1958), Künstler